# Günther Haase
Günther Haase, född 11 juni 1925 i Hamburg, är en tysk före detta simhoppare.
Haase blev olympisk bronsmedaljör i höga hopp vid sommarspelen 1952 i Helsingfors.